# Dominique Ceolin
Pour les articles homonymes, voir Dominique.
Dominique Ceolin, né le 9 décembre 1967 à La Rochelle (Nouvelle-Aquitaine), est un dirigeant d'entreprise français. Il est cofondateur et président-directeur général de l'entreprise ABC Arbitrage depuis 1995.

## Jeunesse et études
Dominique Jean-Marie Ceolin est né le 9 décembre 1967 à La Rochelle en Charente-Maritime, d'un père ingénieur BTP, Bruno Ceolin, et de Raphaëlle Ceolin, née Giacco, dont le père est avocat d'affaires.
Chef scout, il se passionne très jeune pour la voile, la bande dessinée, les échecs, et les jeux de stratégies.
Il découvre les mathématiques pendant ses premières années de collège à Niort, dans le département des Deux-Sèvres, puis plus tard l'informatique et rêve de devenir enseignant et chercheur.
En 1985, après avoir obtenu son baccalauréat au Lycée Descartes de Tours, il suit une classe préparatoire scientifique.
En 1987, il passe la maîtrise de mathématiques pures de l'Université de Poitiers qu'il complète en troisième cycle avec un diplôme d'études approfondies (DEA) de mathématique et d'informatique.
Il est diplômé de l'Institut de statistique de Sorbonne Université (ISUP).
La rencontre avec le monde de la finance se produit lorsqu'il commence ses études d'actuariat. Il devient membre de l'Institut des actuaires français (IAF) en 1994.
Le professeur Jacques Chevalier, son directeur d'école d'actuaire et enseignant de mathématiques financières, parle de Dominique comme « un des rares qui a, dans son métier, conservé l'aspect scientifique et gardé intacte la foi dans ce que les mathématiques peuvent apporter pour modéliser la réalité et agir sur elle. Pour certains, les mathématiques sont d'un côté et la réalité de l'autre. Lui, il fait le pont. Il a bien compris que, dans son métier, il n'y a pas de brevet, il faut sans cesse trouver de nouvelles méthodes ».

## Carrière

### Début

#### L'enseignement
Sa carrière professionnelle commence en 1990 quand, après avoir obtenu sa maîtrise, il concrétise sa vocation première d'être enseignant et devient professeur d'électronique, d'électrotechnique et d'automatique (EEA) à l'Université de Poitiers où il a passé sa maîtrise.

#### Premiers pas dans le privé
De 1990 à 1993, pendant son troisième cycle, il est analyste quantitatif chez ABN Amro au sein du département recherche et développement arbitrage domestique. Il y rencontre Grégoire Bouguereau, qui sera à l'initiative de la fondation d'ABC Arbitrage.
En 1994, il est consultant pour le groupe bancaire BNP Paribas.

### ABC Arbitrage
Il cofonde la société en 1995 et y est successivement directeur associé des départements "Statistical Analysis and Modelling", "Information System" et "Market Risk Supervision" et député président directeur général avant d'être membre du conseil d'administration et président directeur général.

### ABC Arbitrage Asset Management
Il est président directeur général et membre du conseil d'administration du fonds d'investissement depuis 2004.

## L'entrepreneur

### Patrimoine
Le 30 avril 2021, son patrimoine public est estimé à plus de 17 millions d'euros.

### Philanthropie

#### CroissancePlus
Depuis 2007, il est membre de CroissancePlus, association d'entrepreneurs français.

#### MiddleNext
En 2006, il devient membre de MiddleNext, association professionnelle française à but non lucratif représentative des valeurs moyennes cotées, dont il assure la présidence de juillet 2018 à juillet 2020. En juillet 2019, l'association est rencontrée lors de la mission "Financer la quatrième révolution industrielle" organisée par le ministère de l'Économie et des Finances.

#### Causes soutenues

##### Finance Responsable
Le 4 septembre 2013, il est audité par la commission "Finance Responsable" organisée par la fondation Banque de France.

##### Les Maisons des Jeunes Talents
En juin 2016, il lance une collecte sur Alvarum pour l'association "Les Maisons des Jeunes Talents", association qui rend les classes préparatoires parisiennes accessibles à tous.